# Athetis bicolor
Athetis bicolor är en fjärilsart som beskrevs av Pierre Chrétien 1913. Athetis bicolor ingår i släktet Athetis och familjen nattflyn. Inga underarter finns listade i Catalogue of Life.